# G1 Climax

Трофей G1 Climax

G1 (Grade One) Climax — турнир по рестлингу, проводимый каждый август промоушеном New Japan Pro-Wrestling (NJPW). Хотя иногда турнир проводился по Олимпийской системе, обычно (и в настоящее время) он проводится по круговой системе, в котором победители из двух корзин сражаются в финале, чтобы определить победителя турнира. В нынешнем формате турнир длится четыре недели. Победитель каждой корзины определяется по системе очков: два очка за победу, одно очко за ничью и ноль очков за поражение.

## История турнира
С 1974 года в NJPW проводился ежегодный турнир под разными названиями: World League (1974–1977), MSG League (1978–1982), IWGP League (1983–1988). В большинстве этих турниров доминировал основатель NJPW Антонио Иноки.
Хотя победитель 1983 года Халк Хоган был награжден чемпионским поясом, это был не титул чемпиона IWGP в тяжёлом весе, а его ранняя версия, которая ежегодно защищалась против победителя IWGP League того года. Классический титул чемпиона IWGP в тяжёлом весе появился только в 1987 году, заменив старую версию.
В 1989 году был проведен World Cup Tournament, в котором участвовали борцы из Советского Союза. В 1990 году турнир не проводился.
В 1991 году, когда господство Иноки над NJPW ушло, промоушен учредил турнир G1 Climax как платформу для демонстрации лучших тяжеловесов компании и их соревнований в круговых матчах, где победители двух дивизионов затем встречались в финале турнира. Тогдашний президент NJPW Сейджи Сакагучи назвал турнир в честь конных скачек G1. Хотя турнир считается продолжением предыдущих турниров, официально NJPW не признает более ранние турниры частью линии G1 Climax. Первый G1 проходил с 7 по 11 августа 1991 года в токийском «Рёгоку Кокугикан». Победитель турнира, если он еще не стал чемпионом, традиционно получает право на бой за титул чемпиона IWGP в тяжелом весе. С 2012 года победитель получает «Сертификат на право вызова за титул чемпиона IWGP в тяжелом весе в «Токио Доум»», контракт на бой за титул на крупнейшем шоу NJPW, Wrestle Kingdom в «Токио Доум», которое проводится ежегодно 4 января. Подобно контракту WWE Money in the Bank, сертификат хранится в кейсе, который рестлер должен защищать до конца года. За все время существования контракт переходил из рук в руки только один раз, 7 ноября на Power Struggle, когда Джей Уайт победил Коту Ибуcи. В 2015 году формат турнира был изменен: NJPW сократила количество матчей G1 Climax за шоу, дав участвующим в нем рестлерам больше времени на отдых между матчами. Это увеличило продолжительность турнира до четырех недель. В 2016 году Кенни Омега стал первым неяпонским рестлером, выигравшим турнир.
Турнир G1 Climax часто использовался NJPW как платформа для продвижения своих восходящих звезд. Победа молодых спортсменов над японскими легендами обычно поднимала их карьеру на новую высоту. Первый турнир был создан специально для того, чтобы сделать звезд из Кэйдзи Муто, Масахиро Тёно и Синья Хасимото, трех рестлером NJPW, которые только что вернулись в промоушен из зарубежных учебных поездок. Среди победителей прошлых турниров были Муто, Тёно, Хасимото, Юдзи Нагата, Хироси Танахаси и другие рестлеры, ставшие суперзвездами реслинга.
В отличие от New Japan Cup, в G1 Climax участвует действующий чемпион IWGP в тяжелом весе, за исключением 1992, 2001, 2004 и 2008 годов, когда тогдашние чемпионы Рики Чёсу (в 1992 году), Кадзуюки Фудзита (в 2001 и 2004 годах) и Кэйдзи Муто (в 2008 году), соответственно, не участвовали в турнире. Чемпиона IWGP в тяжелом весе часто называют фаворитом на победу в турнире, он выходил в финал пять раз, первый раз в 1995 году, когда турнир выиграл Кэйдзи Муто. Муто повторил это достижение в 1999 году, но проиграл в финале Манабу Наканиси. Среди других действующих чемпионов, доходивших до финала, были Кэнсуке Сасаки в 2000 году, Казуюки Фудзита в 2005 году и Юдзи Нагата в 2007 году. Муто и Сасаки — единственные два рестлера, которые выиграли G1 Climax, будучи чемпионами IWGP в тяжелом весе. В целом, Антонио Иноки принадлежит рекорд по количеству побед на турнирах — десять, а Масахиро Тёно с его пятью победами — рекорд по количеству побед на турнирах под названием G1 Climax. Хироёси Тендзан принимал участие в турнире G1 Climax рекордный 21 раз.
Премьера G1 Climax 2019 года состоялась в Далласе, Техас, что стало первым случаем проведения премьеры за пределами Японии.
Самый длинный матч в истории G1 Climax — Кота Ибуси против Санады в финале 2020 года, который длился более 35 минут. И наоборот, самый короткий матч был между Хируки Гото и Тору Яно на том же турнире, который длился 18 секунд.

## Список победителей
| Турнир               | Год  | Победитель       | Победа по счёту | Примечание           |
| -------------------- | ---- | ---------------- | --------------- | -------------------- |
| World League         | 1974 | Антонио Иноки    | 1               | [ 1 ]                |
| World League         | 1975 | Антонио Иноки    | 2               | [ 8 ]                |
| World League         | 1976 | Сэйдзи Сакагути  | 1               | [ 9 ]                |
| World League         | 1977 | Сэйдзи Сакагути  | 2               | [ 10 ]               |
| MSG League           | 1978 | Антонио Иноки    | 3               | [ 2 ]                |
| MSG League           | 1979 | Антонио Иноки    | 4               | [ 11 ]               |
| MSG League           | 1980 | Антонио Иноки    | 5               | [ 12 ]               |
| MSG League           | 1981 | Антонио Иноки    | 6               | [ 13 ]               |
| MSG League           | 1982 | Андре Гигант     | 1               | [ 14 ]               |
| IWGP League          | 1983 | Халк Хоган       | 1               | [ 15 ]               |
| IWGP League          | 1984 | Антонио Иноки    | 7               | [ 16 ]               |
| IWGP League          | 1985 | Андре Гигант     | 2               | [ 17 ]               |
| IWGP League          | 1986 | Антонио Иноки    | 8               | [ 18 ]               |
| IWGP League          | 1987 | Антонио Иноки    | 9               | [ 19 ]               |
| IWGP League          | 1988 | Антонио Иноки    | 10              | [ 20 ]               |
| World Cup Tournament | 1989 | Рики Чосю        | 1               | [ 21 ]               |
| G1 Climax            | 1991 | Масахиро Тёно    | 1               | [ 22 ] [ 23 ] [ 24 ] |
| G1 Climax            | 1992 | Масахиро Тёно    | 2               | [ 22 ] [ 25 ]        |
| G1 Climax            | 1993 | Тацуми Фудзинами | 1               | [ 22 ] [ 26 ]        |
| G1 Climax            | 1994 | Масахиро Тёно    | 3               | [ 22 ] [ 27 ]        |
| G1 Climax            | 1995 | Кэйдзи Муто      | 1               | [ 22 ] [ 28 ]        |
| G1 Climax            | 1996 | Рики Чосю        | 2               | [ 22 ] [ 29 ]        |
| G1 Climax            | 1997 | Кэнсукэ Сасаки   | 1               | [ 22 ] [ 30 ]        |
| G1 Climax            | 1998 | Синъя Хасимото   | 1               | [ 22 ] [ 31 ]        |
| G1 Climax            | 1999 | Манабу Наканиси  | 1               | [ 22 ] [ 32 ]        |
| G1 Climax            | 2000 | Кэнсукэ Сасаки   | 2               | [ 33 ]               |
| G1 Climax            | 2001 | Юдзи Нагата      | 1               | [ 34 ]               |
| G1 Climax            | 2002 | Масахиро Тёно    | 4               | [ 35 ]               |
| G1 Climax            | 2003 | Хироёси Тендзан  | 1               | [ 36 ]               |
| G1 Climax            | 2004 | Хироёси Тендзан  | 2               | [ 37 ]               |
| G1 Climax            | 2005 | Масахиро Тёно    | 5               | [ 38 ]               |
| G1 Climax            | 2006 | Хироёси Тендзан  | 3               | [ 39 ]               |
| G1 Climax            | 2007 | Хироси Танахаси  | 1               | [ 40 ]               |
| G1 Climax            | 2008 | Хирооки Гото     | 1               | [ 41 ]               |
| G1 Climax            | 2009 | Тоги Макабэ      | 1               | [ 42 ]               |
| G1 Climax            | 2010 | Сатоси Кодзима   | 1               | [ 43 ]               |
| G1 Climax            | 2011 | Синсукэ Накамура | 1               | [ 44 ]               |
| G1 Climax            | 2012 | Кадзутика Окада  | 1               |                      |
| G1 Climax            | 2013 | Тэцуя Найто      | 1               |                      |
| G1 Climax            | 2014 | Кадзутика Окада  | 2               |                      |
| G1 Climax            | 2015 | Хироси Танахаси  | 2               |                      |
| G1 Climax            | 2016 | Кенни Омега      | 1               |                      |
| G1 Climax            | 2017 | Тэцуя Найто      | 2               |                      |
| G1 Climax            | 2018 | Хироси Танахаси  | 3               |                      |
| G1 Climax            | 2019 | Кота Ибуси       | 1               | [ 45 ]               |
| G1 Climax            | 2020 | Кота Ибуси       | 2               | [ 46 ]               |
| G1 Climax            | 2021 | Кадзутика Окада  | 3               |                      |
| G1 Climax            | 2022 | Кадзутика Окада  | 4               | [ 47 ]               |